# Rajanato de Cebú

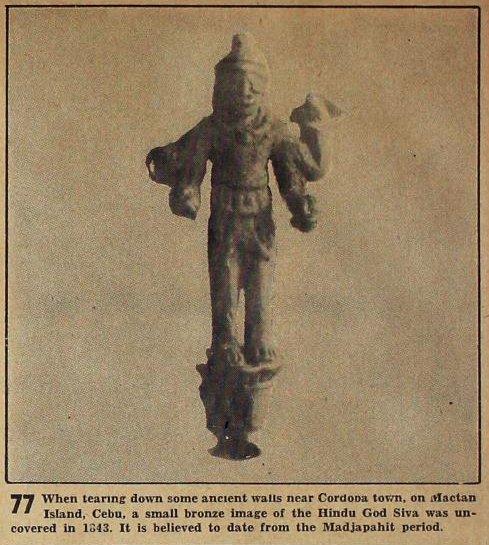
Una imagen de una imagen de bronce del dios hindú Shiva (perdida durante la Segunda Guerra Mundial), encontrada en Mactan-Cebu. Muestra cómo la cultura del área era hindú e indianizada

El rajanato de Cebú, o simplemente Sugbu, era  un Mandala (estado) indianizado Raja (monárquico) en la isla de Cebú en Filipinas antes de la llegada de los conquistadores españoles. Se conoce en los registros chinos antiguos como la nación de Sokbu (束務). Según la "leyenda oral" de Visayan, fue fundada por Sri Lumay o Rajamuda Lumaya, un príncipe menor de la dinastía Chola de la India que ocupó Sumatra. Fue enviado por el Maharajá de la India para establecer una base para las fuerzas expedicionarias, pero se rebeló y estableció su propia política independiente. La capital de la nación era Singhapala (சிங்கப்பூர்) que es tamil-sánscrito o "Leone-Ciudad", las mismas raíces con la ciudad-estado moderna de Singapur. Según el folclore de Visayan, Sri Lumay era mitad tamil y mitad-malayo de Sumatra, que se asentó en las Visayas, y tuvo varios hijos. Uno de sus hijos era Sri Alho, que gobernó una tierra conocida como Sialo que incluía las ciudades actuales de Carcar y Santander en la región sur de Cebu. Sri Ukob gobernó un sistema de gobierno conocido como Nahalin en el norte, que incluía los pueblos actuales de Consolación, Liloan, Compostela, Danao, Carmen y Bantayan. Murió en batalla, peleando con los piratas moros musulmanes conocidos como magalos (literalmente "destructores de la paz") de Mindanao. 

### Fundación
Sri Lumay fue sucedido por el menor de sus hijos, Sri Bantug, quien gobernó desde una región conocida como Singhapala, que ahora es Mabolo de la ciudad de Cebú. Murió de enfermedad. Sri Bantug tenía un hermano llamado Sri Parang que originalmente estaba programado para suceder a Sri Bantug. Pero era un lisiado y no podía gobernar su gobierno a causa de su enfermedad. Parang entregó su trono al hijo y sobrino de Sri Bantug, Sri Humabon (también deletreado Sri Hamabar), quien se convirtió en el rajá de Cebú en su lugar.
Durante el reinado de Rajah Humabon, la región se había convertido desde entonces en un importante centro comercial donde se intercambiaban productos agrícolas. Desde Japón, los utensilios de perfume y vidrio solían intercambiarse por bienes nativos. Marfil productos, cuero, piedras preciosas y semipreciosas y śarkarā (azúcar) en su mayoría procedían de India comerciantes y pueblo birmano comerciantes. Los puertos de Sugbu (el actual Parián distrito de Cebú) se conocieron coloquialmente como sinibuayang hingpit ("el lugar para comerciar"), abreviado como sibu o sibo' ("comerciar"), de donde se origina el nombre moderno "Cebú" (lengua castellana en Filipinas). También fue durante el reinado de Humabon que Lapulapu llegó de Borneo, y Humabon le otorgó la región de Mandawili (ahora Mandaue), incluida la isla conocida como Opong u Opon (más tarde conocida como Mactán). El primer contacto con los españoles también ocurrió durante el reinado de Humabon, resultando en la muerte de Fernando de Magallanes.
La frase Kota Raya Kita fue documentada por el historiador Antonio Pigafetta, como una advertencia en el idioma malayo antiguo, de un mercader al rajá y se dice que significaba:

"Ten mucho cuidado, oh rey, con lo que hagas, porque estos hombres son los que han conquistado Calicut, Malaca y toda la India mayor. Si les das bien recibido y los tratas bien, te irá bien, pero si los tratas mal, tanto peor será para ti, como lo han hecho en Calicut y en Malacca.”

En realidad, esta frase es la de Kota Raya kita, una frase indígena Malayo de comerciantes bajo la autoridad de Rajah Humabon, con un significado en inglés de: "nuestra ciudad capital": ' 'Kota (fortaleza), Raya (genial, de ahí Kotaraya (ciudad capital)), kita (nosotros).

#### Dependencias de Cebú
Antonio Pigafetta, el escriba de la expedición, enumeró los pueblos y dependencias que tenía el Rajahnato de Cebú.

“En esta isla de Zubu hay perros y gatos, y otros animales, cuya carne se come; también hay arroz, mijo, panicum y maíz; también hay higos, naranjas, limones, cañas de azúcar, cocos, calabazas, jengibre, miel y otras cosas por el estilo; también hacen vino de palma de muchas calidades. El oro es abundante. La isla es grande, y tiene buen puerto con dos entradas: una al Oeste, y otra al Este-Noreste. Está a diez grados de latitud norte y 154 de longitud este desde la línea de demarcación”.

“En esta isla hay varios pueblos, cada uno de los cuales tiene sus principales hombres o caciques. Aquí están los nombres de los pueblos y sus jefes:
Cingapola: sus caciques son Cilaton, Ciguibucan, Cimaninga, Cimaticat, Cicanbul.
Mandani: su jefe es Aponoaan.
Lalan: su jefe es Teten.
Lalutan: su jefe es Japau.
Lubucin: su jefe es Cilumai.
Antonio Pigafetta

#### Batalla de Mactán
La Batalla de Mactan se libró el 27 de abril de 1521 entre las fuerzas de Rajah Humabon que incluían al explorador portugués  Fernando de Magallanes contratado por el imperio español y Lapulapu, terminó con la muerte de Fernando de Magallanes.

### Reinado de Rajah Tupas y subsunción por español
Sri Parang, el cojo, también tuvo un hijo joven, Sri Tupas, también conocido como Rajah Tupas, que sucedió a Rajah Humabon como rey de Cebú. Existe evidencia lingüística de que Cebú trató de preservar sus raíces indias-malayas a medida que pasaba el tiempo desde que Antonio Pigafetta, el escriba de Magallanes, describió al padre de Rajah Tupas, el hermano de Rajah Humabon como un "Bendara", que significa "Tesorero" o "Visir". en sánscrito malayo y es una abreviación de la palabra "Bendahara"(भाण्डार) que significa "Almacén" en sánscrito. La política hindú fue disuelta durante el reinado de Rajah Tupas por las fuerzas del conquistador Miguel López de Legazpi en la batalla de Cebú durante 1565.

### Relaciones con otros Rajahnatos
Los Rajahs de Cebú eran parientes de los Rajahs de Butuan. Sin embargo, Cebú no estaba en paz con todos los Rajahnates. El Rajahnato de Maynila, que fue colonia del Sultanato de Brunéi y luego se convertiría en la ciudad de Maynila tenía una actitud arrogante contra los cebuanos y visayanos como el rajá de Maynila que tenía una El nombre islámico, Rajah Sulayman, ridiculizó a los visayanos que vinieron y ayudaron a la expedición de Miguel de Legaspi (que también incluía a los cebuanos) como un pueblo fácilmente conquistable.